# Saint-Trimoël
Saint-Trimoël è un comune francese di 434 abitanti situato nel dipartimento delle Côtes-d'Armor nella regione della Bretagna.

## Società

### Evoluzione demografica
Abitanti censiti